# Carlos, Príncipe das Astúrias
Carlos Lourenço de Habsburgo (Valladolid, 8 de julho de 1545 — Madrid, 24 de julho de 1568), Príncipe das Astúrias, era filho de Filipe II de Espanha e da sua primeira esposa, Maria Manuela, filha de João III de Portugal.

## Biografia
Carlos nasceu em Valladolid em 8 de julho de 1545, filho de Filipe da Espanha e Maria Manuela de Portugal. Seu avô paterno, o imperador Carlos V, era o rei da Espanha. A mãe de Carlos, Maria Manuela, morreu quatro dias após o nascimento de seu filho, devido a uma hemorragia sofrida após o nascimento.
O jovem infante Carlos era delicado e disforme. Ele cresceu orgulhoso e voluntarioso e, quando jovem, começou a mostrar sinais de instabilidade mental. Muitas de suas aflições físicas e psicológicas podem ter decorrido da consanguinidade comum a sua família, a Casa de Habsburgo e as casas reais de Portugal (Casa de Aviz) e da Espanha. Carlos tinha apenas quatro bisavós em vez do máximo de oito, e seus pais tinham o mesmo coeficiente de co-ancestralidade (1/4) como se fossem meio-irmãos. Ele tinha apenas seis trisavós, em vez dos 16 no máximo; sua avó materna e seu avô paterno eram irmãos, seu avô materno e sua avó paterna também eram irmãos e suas duas bisavós eram irmãs.

### Primeiros anos

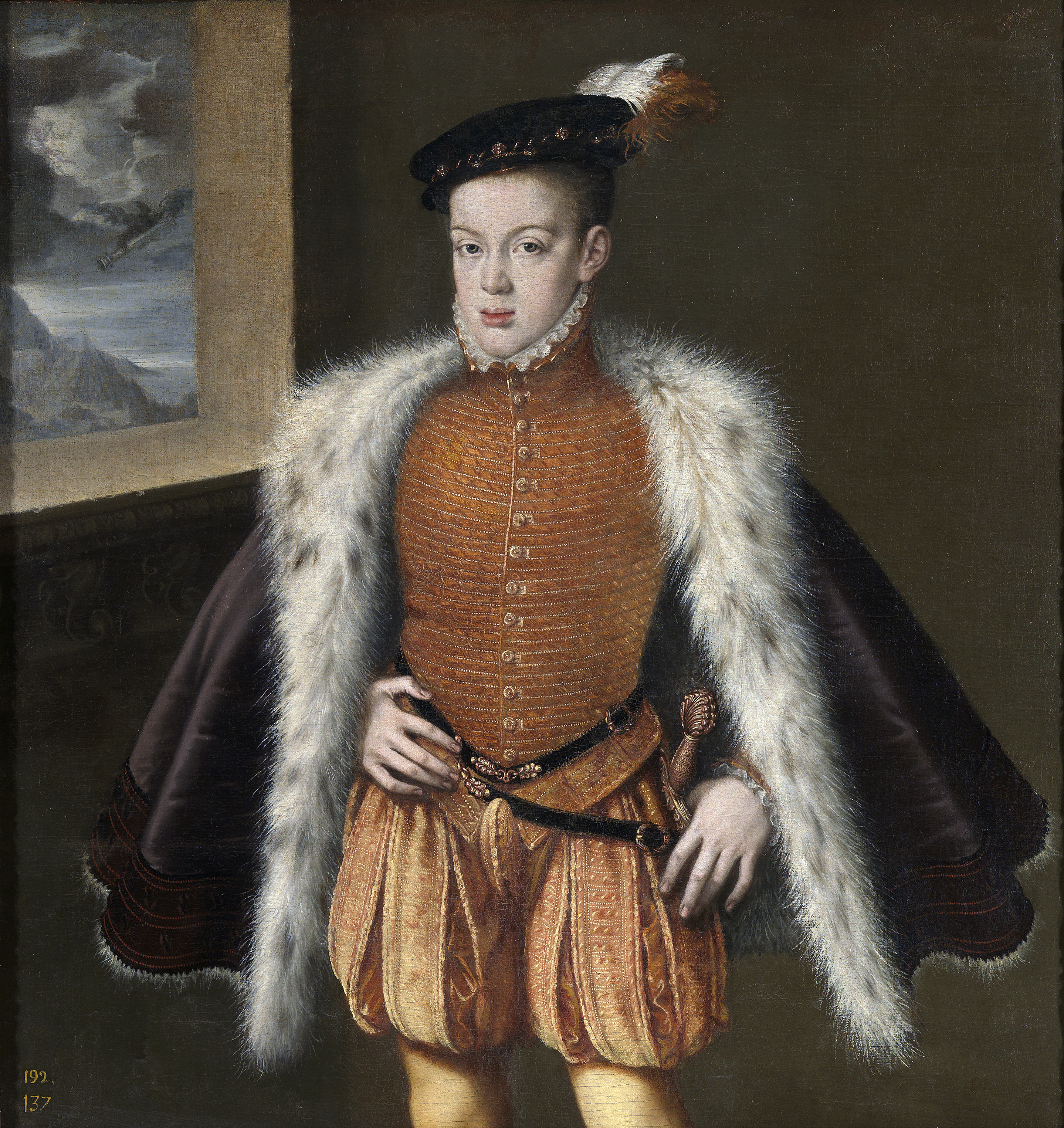
Retrato de Dom Carlos por Alonso Sánchez Coello, 1560.

Carlos perdeu a mãe quatro dias após o nascimento. Ele foi criado por suas tias e, depois do casamento, com outros membros da família. Segundo a cortesã Gramiz, Carlos era mimado, emocionalmente instável e pouco brilhante. Ele foi educado na Universidade de Alcalá de Henares, juntamente com João de Áustria e Alexandre Farnésio.
As descrições de seu comportamento sugerem que ele sofria de alguns problemas mentais sérios. Havia rumores na corte espanhola de que ele gostava de assar animais vivos e em uma ocasião cegou todos os cavalos nos estábulos reais. Aos onze anos, ele ordenou a chicotada de uma criada sem motivo conhecido. O embaixador veneziano, Hieronymo Soranzo, pensou que Carlos era "feio e repulsivo" e afirmou que Carlos gostava de assar animais vivos e uma vez tentou forçar um sapateiro a comer sapatos que Carlos considerara insatisfatórios. Outro veneziano, Paolo Tiepolo, escreveu: "Ele [o príncipe Carlos] não queria estudar nem fazer exercício físico, mas apenas prejudicar os outros".
José Luís Gonzalo Sánchez-Molero tentou argumentar que esses relatórios eram apenas boatos, com base em suas investigações sobre a biblioteca pessoal de Carlos - mesmo que não haja garantia de que ele leu os livros. Desde 1554, João Honorário ficou encarregado de sua educação e sua biblioteca. A referida biblioteca foi baseada em livros de história espanhola, história aragonesa, história portuguesa, matemática, astronomia e cartografia. Ele não tinha livros em latim, o que era estranho, dada sua idade e posição social, mas ele possuía vários livros em português e começou a aprender alemão em 1566. Sugere-se que o acidente de 1562 não tenha prejudicado sua capacidade intelectual, mesmo que isso seja claro.
Em 1556, o imperador Carlos V abdicou e retirou-se para o Mosteiro de Yuste, no sul da Espanha, deixando as propriedades espanholas de seu império para seu filho Filipe, que era o pai de Carlos. O ex-imperador morreu em 1558 e, no ano seguinte, o príncipe Carlos foi prometido a Isabel de Valois, filha mais velha do rei Henrique II de França. No entanto, por razões políticas, e pela desconfiança de seu pai no temperamento de Carlos, ela se casou com seu pai, o rei Filipe, em 1560.
Sua saúde estava sempre fraca. Aos 14 anos, ele ficou doente com malária, que provocou graves deformações nas pernas e na coluna vertebral. Em 1561, os médicos da corte recomendaram que ele se mudasse permanentemente para Alcalá de Henares por sua saúde, pois o clima ali era mais ameno. Carlos reclamava constantemente da resistência de seu pai em dar-lhe posições de autoridade. Finalmente, o rei deu-lhe uma posição no Conselho de Castela e outra no Conselho de Aragão. Isso só deixou Carlos mais furioso, pois as duas organizações eram importantes, mas em última análise consultivas. Ele não mostrou interesse nos conselhos ou em se familiarizar com questões políticas por meio deles.

### Herança e traumatismo craniano
Três outras noivas foram então sugeridas para o príncipe: Maria da Escócia; Margarida de Valois, filha mais nova de Henrique II de França; e Ana da Áustria, que mais tarde se tornaria a quarta esposa de Filipe, e era filha do primo de Filipe, imperador Maximiliano II. Foi acordado em 1564 que Carlos deveria se casar com Ana. Seu pai prometeu a ele governar os Países Baixos em 1559, antes de seu acidente, mas a crescente instabilidade mental de Carlos depois disso, juntamente com suas demonstrações de sadismo, fez com que o rei hesitasse e finalmente mudasse de ideia, o que enfureceu Carlos ainda mais.
Carlos, de 15 anos, foi reconhecido em 1560 como o herdeiro do trono castelhano e três anos depois como o herdeiro da Coroa de Aragão. Assistiu assiduamente às sessões do Conselho de Estado (que tratava de assuntos externos) e estava em correspondência com sua tia Margarida, que governava os Países Baixos em nome de seu pai.

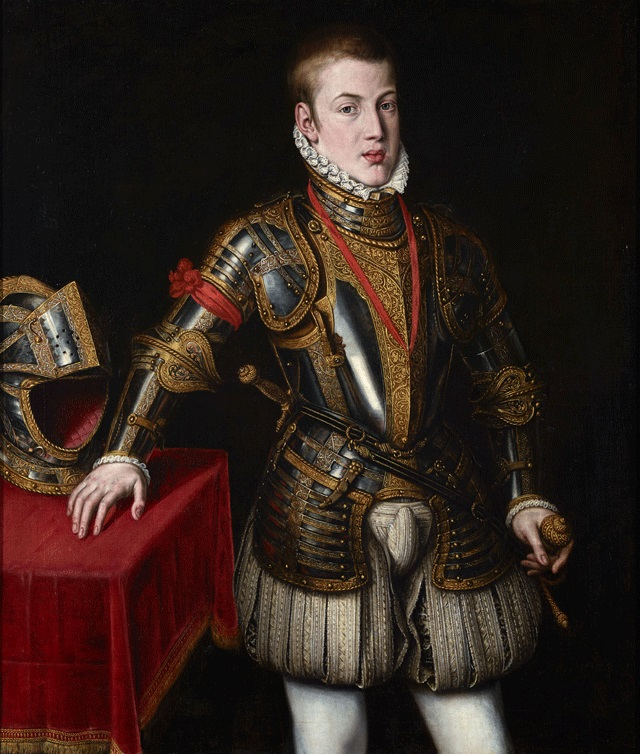
Retrato de Dom Carlos por Jooris van der Straeten.

Em 1562, ele sofreu um grave ferimento na cabeça ao descer as escadas enquanto perseguia uma garçonete. O príncipe estava perto da morte, com dores terríveis e sofrendo delírios. Depois de tentar todos os tipos de remédios, incluindo médicos de todos os tipos, curandeiros, e até mesmo as relíquias de Diego de Alcalá, sua vida foi salva por uma trepanação do crânio, realizada pelo eminente anatomista Andreas Vesalius. Após sua recuperação, Carlos tornou-se ainda mais selvagem, mais instável em seu temperamento e imprevisível em seu comportamento. Seu pai foi forçado a afastá-lo de qualquer posição de poder. Ele detestou o Duque de Alba, que se tornou comandante das forças de Filipe na Holanda, posição prometida a Carlos.

### Insanidade, traição e tentativa de patricídio
Sua frustração e problemas mentais foram úteis para as facções rebeldes nos Países Baixos. Em 1565, Carlos fez contatos com um representante do Conde de Egmont e Filipe de Montmorency, dos Países Baixos, que estavam entre os líderes da revolta contra Filipe. Ele planejava fugir para a Holanda e se declarar rei, com o apoio dos rebeldes. Em uma de suas ações caóticas, ele confessou a trama a Rui Gomes da Silva, príncipe de Éboli, que, fielmente, informou o rei.
Em 1566, Floris van Montmorency estabeleceu novos contatos com ele em nome do Conde Egmont e Filipe de Montmorency, para repetir a trama anterior.
Em 1567, o príncipe deu novas provas de instabilidade mental. Durante uma caminhada, a água jogada de uma janela acidentalmente o atingiu. Ele ordenou que a casa fosse incendiada. Ele tentou esfaquear e matar o duque de Alba em público e em plena luz do dia. Ele tentou atirar um criado que o incomodava pela janela do andar mais alto do palácio, e, naquele mesmo ano, também tentou matar um guarda que o desagradara.
No outono de 1567, ele fez outra tentativa de fugir para a Holanda, pedindo a João de Áustria que o levasse à Itália. João era leal ao rei e ciente do estado mental de Carlos. Ele pediu 24 horas para pensar sobre o assunto e usou esse tempo para informar o plano ao rei, que imediatamente negou permissão para a viagem. Em decorrência disso, Carlos tentou assassinar João. Ele carregou a arma e chamou João de Áustria para o seu quarto, onde tentou alvejá-lo várias vezes. A tentativa de assassinato foi infrutífera porque um dos servos, conhecendo bem o príncipe, havia desarmado a arma enquanto este chamava  João, mas Carlos ficou tão transtornado que tentou atacar este último com as próprias mãos. Ele finalmente informou várias cortesãos de seu desejo de assassinar o rei. Há um debate sobre se ele realmente tentou fazê-lo. Após esse incidente, Filipe aprisionou o príncipe em seus quartos sem consentir que este recebesse correspondência e permitindo-lhe manter apenas contatos limitados com o mundo exterior.
Pouco antes da meia-noite de 17 de janeiro de 1568, Filipe II, de armadura e com quatro conselheiros, entrou no quarto de Dom Carlos no Real Alcázar de Madrid, onde declararam detido, apreenderam seus papéis e armas e pregaram as janelas. Desde que Carlos ameaçou acabar com sua própria vida, o rei o proibiu de ter facas ou garfos em seu quarto. Carlos também tentou uma greve de fome, que fracassou.

### Morte
Quando se tratava de explicar a situação à opinião pública e às cortes europeias, Filipe apenas admitia a ausência de seu filho sem revelar suas falhas reais ou condição mental, na esperança de uma eventual recuperação. Essa falta de transparência foi usada para alimentar a propaganda anti-imperial de Guilherme, o Taciturno. Em 24 de julho de 1568, o príncipe morreu em seu quarto, provavelmente como resultado de sua saúde delicada. Sua morte foi usada como um dos elementos centrais da Lenda negra na Holanda, que precisava justificar uma revolta contra o rei. Mais tarde foi alegado que ele foi envenenado por ordens de Filipe, especialmente por Guilherme no seu textoo de propaganda de 1581 contra o soberano espanhol. A ideia do envenenamento foi mantida por historiadores da Europa Central e do Norte, com base nas peças de propaganda produzidas na Holanda, até ao século XX, enquanto a maioria dos historiadores espanhóis e italianos continuava alegando que evidências e documentação apontavam para a morte por causas naturais. Os historiadores modernos agora pensam que Dom Carlos morreu de causas naturais. Carlos ficou muito magro e alguns interpretaram seus "ataques de fome" como um distúrbio alimentar desenvolvido durante sua prisão, alternando com a uma Bulimia nervosa.